# Wilhelm Smith
Wilhelm Smith, född 25 april 1867 i Karlshamn i Blekinge, död 17 januari 1949 i Märserum i Åryds socken i Karlshamns kommun, Blekinge, var en svensk konstnär och konstprofessor (professor i måleri) vid Konstakademien i Stockholm, där han undervisade under nära tjugo år. Hans yngre bror, konstnären Ernst Smith (1868–1945), var elev hos honom.

## Biografi

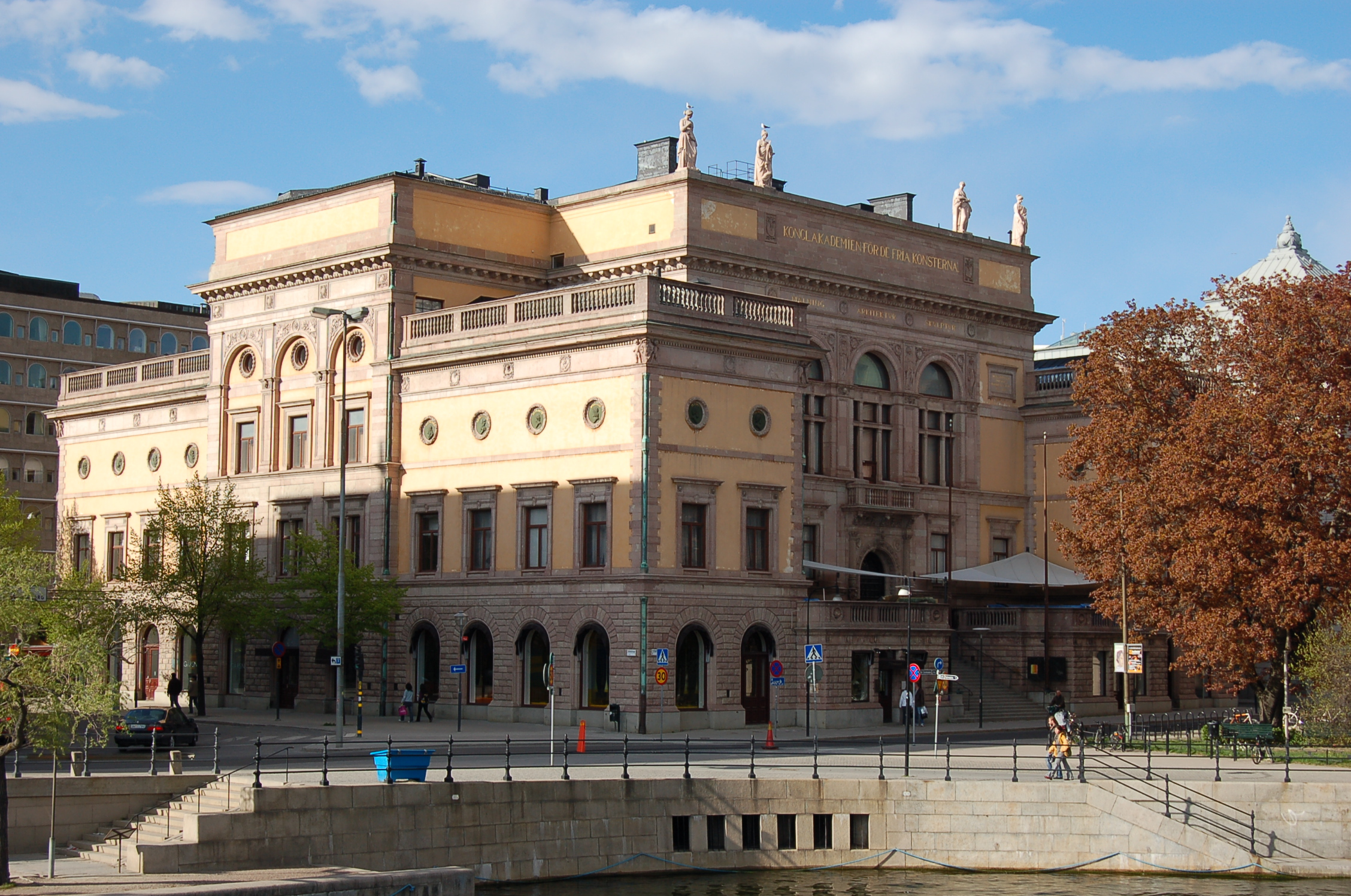
Konstakademiens hus på Fredsgatan 12 i Stockholm, där Smith själv studerade och sedan var professor.

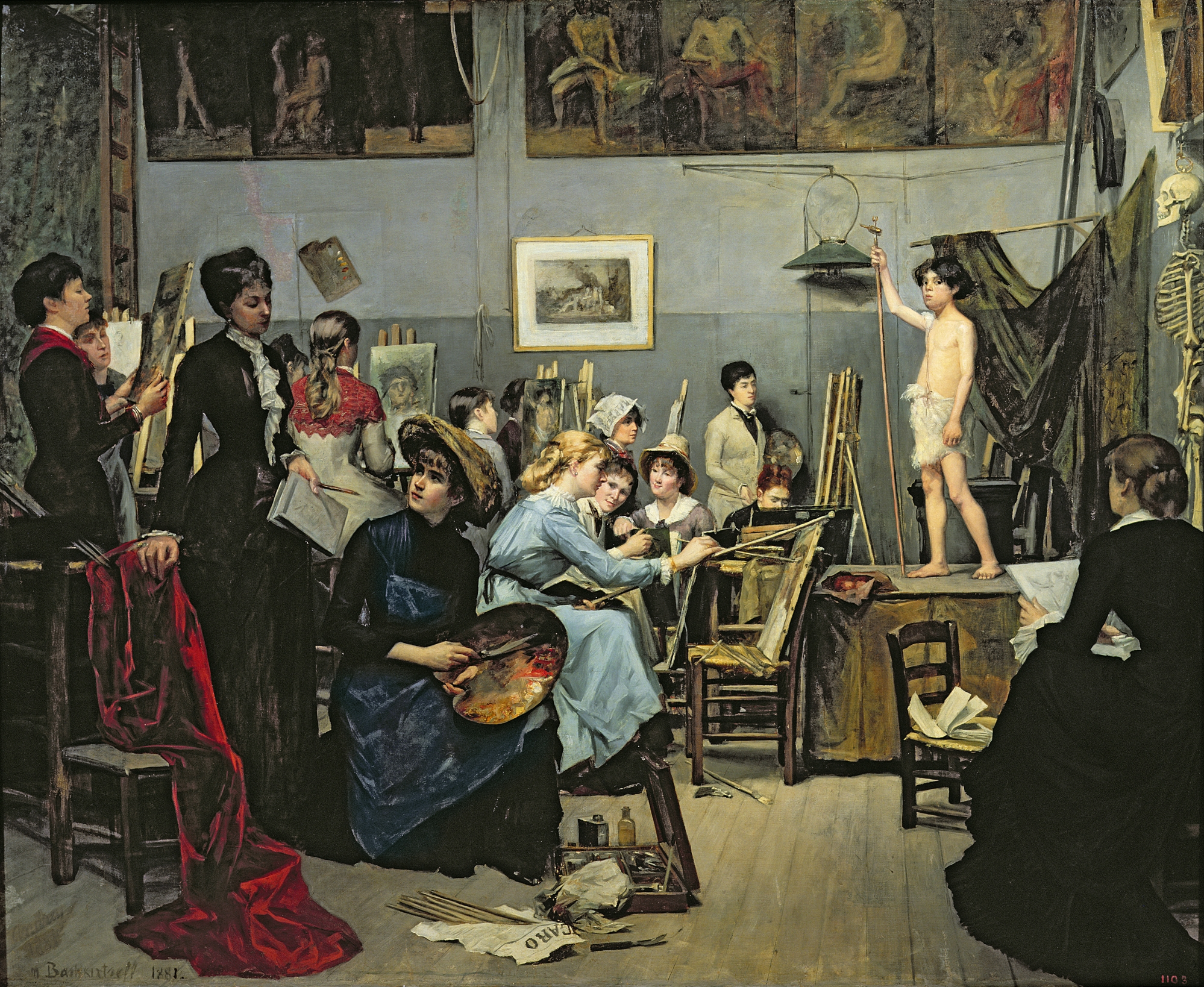
Interiör i Studio Académie Julian. Oljemålning av skolans elev Marie Bashkirtseff (1881). Bashkirtseff är figuren i svart i nedre högra hörnet. Målningen finns idag i Dnipropetrovsk State Art Museum, Dnipropetrovsk.

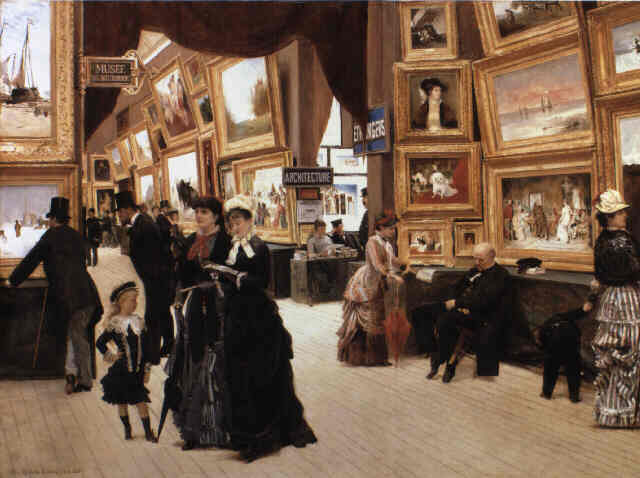
Motiv från Parissalongen

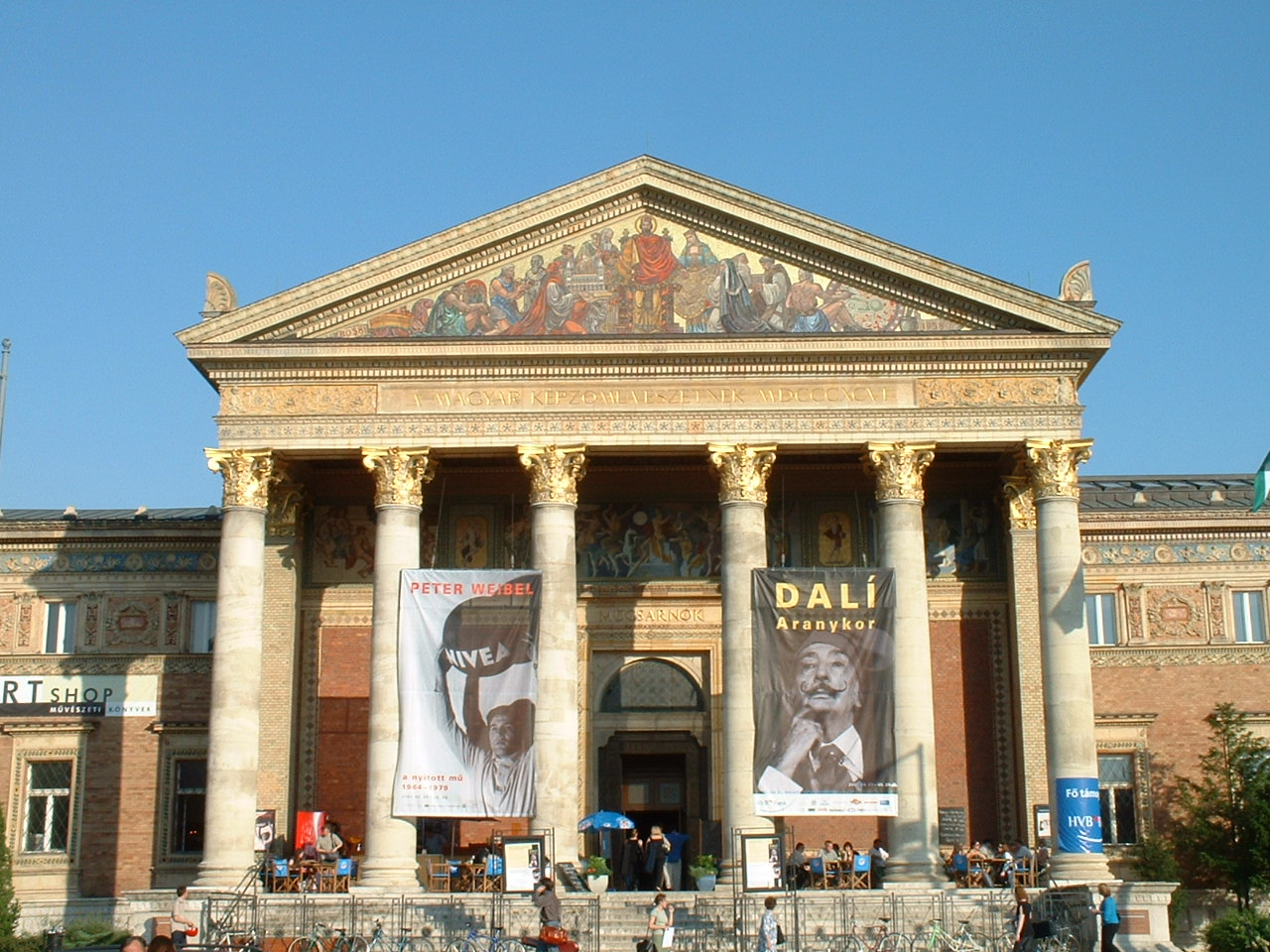
Műcsarnok (Palace of Art eller Kunsthalle Budapest) vid Hjältarnas torg (Hősök tere) i Budapest. Smith ställde ut på Műcsarnok vid en internationell konstutställning 1906.

Wilhelm Smith var son till godsägaren Gustaf Smith och Eveline Wirén. Han var ogift.
Åren 1886–1889 studerade han vid Konstakademien i Stockholm. Därefter fortsatte han vid Académie Julian i Paris  och var då elev av Léon Bonnat. Efter sin Paristid vistades han på Capri under nio månader och målade vid denna tid små genrebilder i fransk teknik, Barn leka med en krabba (1891). Samma år, 1891, deltog Wilhelm Smith i Parissalongen där han fick ett hedersomnämnande. Bland övriga internationella framträdanden kan nämnas en utställning av svenskt 1880- och 1890-talsmåleri på Royal Academy of Arts i London 1924. Sedan följde studieresor till Italien, Tyskland, Nederländerna, Belgien och Tunisien.

## Professor i måleri vid Konstakademien 1913-1932
År 1910 blev Wilhelm Smith ledamot av Konstakademien och år 1913 blev han utnämnd till professor i måleri vid Konstakademien och han var därefter verksam som konstprofessor vid akademien i nitton års tid, under åren 1913-1932. 

## Verk
Smith var en genre- och landskaps- och porträttmålare. Hans måleri är kraftigt, men har välstämd färg och monumental hållning. Smith hade efter åren på  Académie Julian i Paris i Frankrike influerats av den franska impressionismen. Han bilder från svenskt vardagsliv, flera målningar med fiskarfolk från Blekinge, stämningsfulla Stockholmsmotiv, vinterlandskap med motiv från Dalarna med färggladagenretavlor med franska och italienska motiv. Dessutom målade han porträtt med kraftfull stil. Wilhelm Smith är nästan bortglömd idag. På auktionsmarknaden är Smith sällsynt.

## Utställningar
I mars 1905 anordnade Wilhelm Smith en separatutställning tillsammans med Erik (Ecke) Hedberg och Pelle Swedlund i Konstnärshuset på Smålandsgatan 7 i centrala Stockholm. I en artikel i tidningen Idun den 9 mars 1905 står följande text att läsa (utdrag):
"Wilhelm Smith känner sig också starkt förenad med vårt land, men han står dock med ena foten i Italien. För några år sedan erhöll han stipendium och uppehöll sig i Rom och Venedig, hvarifrån han hemsände sin stora duk Osteria, som Nationalmuseum köpte in. Äfven Brygge grep honom med sin högtidliga tystnad och fantasifrodiga medeltidsarkitektur, och afgaf han besök där som resultat bland annat den mustigt målade duken Grönsakstorget i Brügge. Till hans mer uppmärksammade alster på denna utställning torde kunna räknas den här afbildade taflan Tröskning samt porträttet af hr Erik Hedberg (Ecke Hedberg), båda målade med en ärlig sanningssträfvan, som inger sympati." 
Under sitt liv deltog Wilhelm Smith i flera internationella konstutställningar, bland annat i Parissalongen 1891 och i  Budapest 1906.
Vidare ställde Wilhelm Smith ut vid den Baltiska utställningen i Malmö 1914, Biennalen i Venedig 1920, och Royal Academy of Arts i London 1924.
Den 6 september till 14 oktober 1979 deltog Wilhelm Smith postumt verk i en utställning på Prins Eugens Waldemarsudde samtidigt som den finländske målaren, grafikern och skulptören Hugo Simberg (1873-1917) och skulptören Sven Sahlberg (1909-2008). Hugo Simberg var huvudsakligen verksam inom symbolismen. Sven Sahlberg målade porträtt, figurkompositioner, landskap från Öland, interiörer och stilleben, han gjorde även glasdekor. Till Sahlbergs offentliga utsmyckningar hör Ränta på ränta, en skulptur i koppar, på fasaden till Klarabergsgatan 23 på Norrmalm i Stockholm.

## Representerad
- Nationalmuseum[15] i Stockholm: Lek (1893), Vinterafton (1894), Kvällsstämning (1897), Kolkörare i Bergslagen (1897), Italienska smeder (1898), Vinterdag i Dalarna (1897), Osteria (1902) och Marknadsscen (1910), samt scener från fiskarlivet i Blekinge.
- Blekinge museum, Wilhelm Smith representerad med oljemålningen Marknad (1910). Tillhör Statens Konstmuseer.[16]
- Göteborgs konstmuseum[17] : Lazzaroner, [18] I Brygge,[19] Grönsakstorget i Brygge (1900) och Tröskning (1902).
- Malmö museum: Italienskt lantfolk
- Karlskrona museum
- Gävle museum
- Karlshamns kommun rådhuset och stadsbiblioteket
- Smålands museum[20]